# 받아올림
받아올림(carry)은 수학에서 덧셈을 하는 과정에서 같은 열의 수끼리의 합이 10보다 작지 않을 경우, 바로 윗 열로 10을 올려주는 것을 뜻한다. 바로 윗 열의 수는 1 커진다.
기본 열(10정수) 계산: 같은 열의 수끼리의 합은 10보다 크거나 같으므로 일의 자리 숫자는 기본 열(10정수)에 쓰고 10은 바로 윗 열(10정수×10)로 올린다.
바로 윗 열(10정수×10) 계산: 10정수×10을 올려 1 커지므로 같은 열의 수끼리의 합에 1을 더한다.

## 같이 보기
- 받아내림
- 자리올림 플래그